# Список країн, що не визнають Ізраїль
Список країн, що не визнають Ізраїль.
Станом на початок 2021 року Ізраїль не визнало 28 країн.

Країни, що не визнають Ізраїль

## Африка
- Алжир[1].
- Судан.
- Сомалі[2][3].
- Чад.
- Лівія[4].
- Малі.
- Нігер.

## Азія
- Пакистан.
- Афганістан.
- Індонезія.
- Північна Корея.
- Бангладеш.
- Сирія.
- Саудівська Аравія.
- Ірак.
- Ліван.
- Іран.
- Оман.
- Мальдіви.
- Малайзія.

## Америка
- Куба.
- Венесуела.